# Selonnet
Selonnet település Franciaországban, Alpes-de-Haute-Provence megyében. Lakosainak száma 451 fő (2022. január 1.). Selonnet Auzet, Barles, Bayons, Montclar, Saint-Martin-lès-Seyne, Seyne és Ubaye-Serre-Ponçon községekkel határos.

## Népesség
A település népessége az elmúlt években az alábbi módon változott:
| Lakosok száma | 289  | 274  | 331  | 424  | 438  | 429  | 464  | 475  | 472  | 451  |
|               | 1968 | 1982 | 1990 | 2006 | 2013 | 2015 | 2017 | 2019 | 2020 | 2022 |